# 西拉斯 (阿拉巴马州)
西拉斯（英文：Silas），是美国阿拉巴马州下属的一座城市。面积约为5.21平方英里（约合13.49平方公里）。根据2010年美国人口普查，该市有人口452人，人口密度为86.81/平方英里（约合33.51/平方公里）。